# Jama Addaura
Jama Addaura (italijansko Grotta dell'Addaura) je kompleks treh naravnih jam na severovzhodni strani gore Pellegrino v Palermu na Siciliji v južni Italiji. Pomembnost kompleksa je posledica prisotnosti jamskih poslikav, datiranih v pozni paleolitik oziroma epigravetij (sočasno kot Magdalénien) in mezolitikom.
Na strani gore Pellegrino s pogledom na Palermo, jugovzhodno od plaže Mondello na nadmorski višini 70 metrov, je nekaj odprtih pečin in votlin, kjer so našli kosti in orodja, ki se uporabljajo za lov, kar potrjuje prisotnost ljudi, ki so v njih živeli od paleolitika do mezolitika. Najdbe so zdaj shranjene v palermskem regionalnem arheološkem muzeju. Njihov pomen je predvsem posledica izjemnega kompleksa kamnitih gravur, ki okrašujejo stene, kar predstavlja edinstven primer v panorami prazgodovinske jamske umetnosti. Ime Addaura izhaja iz arabščine: الدورة al-dawrah, 'krog'. 

## Zgodovina
Odkritje poslikav Addaure je bilo nedavno in je nastalo povsem slučajno. Tri jame, ki tvorijo kompleks Addaura v masivu gore Pellegrino, so že proučevali paleoantropologi, saj so tam odkrili okostje pritlikavega slona ( Palaeoloxodon falconeri).
Po invaziji zaveznikov na Sicilijo leta 1943 in po prihodu v Palermo so se zavezniki v iskanju ustreznega mesta odločili, da bodo jame uporabljali za shranjevanje streliva in eksplozivov. Nenamerna eksplozija arzenala ob koncu vojne je povzročila razpad glavnih zidov jame in propad skalne stene, kar je razkrilo poslikave, prekrite s patino časa. Te je skrbno preučil arheolog Jole Bovio Marconi, katerega študije so bile objavljene leta 1953.
Od leta 1997 pečine Addaura niso več odprte za obiskovalce; najdišče je bilo zaprto zaradi nevarnosti padca balvanov zaradi nestabilnosti skalnega grebena zgoraj. Od leta 2012 potrebni ukrepi za okrepitev grebena niso bili izvedeni, najdišče pa propada zaradi vandalizma.

## Skalne poslikave
V eni od pečin je najden širok in bogat kompleks kamnoseškega okrasa, datiranih med poznim epigravetcijanom in mezolitikom, ki prikazujejo ljudi in živali. Med veliko skupino votlorogov, divjih konj in jelenov je prikazan prizor, v katerem prevladuje prisotnost človeških figur: skupina likov, razporejenih v krogu, ki obkroža dve osrednji figuri s pokritimi glavami in močno zaokroženimi telesi. O vprašanju identitete teh dveh likov in pomembnosti njunega položaja v skupini so bile postavljene najbolj nasprotujoče si hipoteze. Po mnenju nekaterih učenjakov bi lahko prikazali akrobate, ujete pri igranju iger, ki zahtevajo določeno sposobnost. Po mnenju drugih je upodobljen prizor rituala, ki je zahteval žrtvovanje dveh oseb, ki jih je vodil šaman. Da bi potrdili to razlago, so poudarili prisotnost okrog vratu in ob straneh znakov vrvic, ki njihova telesa silijo v nenaraven in boleč položaj. Morda gre za ritual, ki zahteva samozadušitev, kar je izpričano v drugih kulturah. V skladu s to razlago bi bili dve maskirani figuri okoli obeh žrtvovanih likov šamani, ki bi se udeležili iniciacijske slovesnosti. Drugi znanstveniki, med njimi tudi odkritelj Jole Bovio Marconi, so obe moški figuri prebrali kot homoerotično podobo.
Kamnoseški okras Addaura predstavljajo figurativni cikel, ki nas najbolj zanima zaradi nenavadne pozornosti, ki je namenjena predstavitvi okoliških pokrajin, kar je skrajni primer vse paleolitske umetnosti. Obravnava človeške figure, tudi v okviru slogovnega trenda, ki je prisoten v sredozemskem bazenu, zlasti na Levanzu (Grotta del Genovese) in v francosko-kantabrijski regiji, in čeprav uporablja iste tehnike, je nekaj povsem novega glede slogovnih oblik in duha v jami Addaura v primerjavi z drugimi najdbami.